# Eois innocens
Eois innocens là một loài bướm đêm trong họ Geometridae.